# 格林 (印第安納州)
格林（英語：Greene）是位於美國印地安納州傑伊縣的一個非建制地區。該地的面積和人口皆未知。